# Area delle Greater Blue Mountains
L'Area delle Greater Blue Mountains è un Patrimonio dell'umanità che si trova nelle Blue Mountains del Nuovo Galles del Sud, in Australia. Essa venne inserita nell'elenco dall'UNESCO alla fine del 2000.
È una regione di panorami mozzafiato, aspri altopiani, picchi scoscesi, valli profonde e impenetrabili e paludi brulicanti di vita. In questa regione si trova praticamente la storia evolutiva degli eucalipti australiani (qui sono presenti oltre 90 specie di questo albero) e delle forme di vita animale e vegetale loro legati.
L'area delle Greater Blue Mountains consiste di 10.300 chilometri quadrati, prevalentemente di foreste su altopiani d'arenaria, a poca distanza da Sydney. Per dare un'idea della vastità delle Greater Blue Mountains basta ricordare che 10.300 chilometri quadrati equivalgono a circa un terzo della superficie del Belgio.
Il sistema delle Greater Blue Mountains è formato da diversi parchi nazionali e aree protette, divise in due da un corridoio in cui è consentito lo sviluppo urbano e territoriale. Qui non ci sono montagne nel senso stretto della parola, bensì un altopiano (con formazioni basaltiche) che cresce da circa 100 metri a 1.300 metri sul livello del mare nel suo punto più alto.
Si pensa che l'altopiano abbia assicurato la sopravvivenza a molte specie animali e vegetali australiane durante i cambiamenti climatici delle ultime ere geologiche. Per esempio qui è stato recentemente trovato un vero e proprio fossile vivente, la Wollemia nobilis, già presente all'epoca dei dinosauri e ritenuta estinta da milioni di anni prima di essere scoperta in 3 piccole gole in questa regione nel 1994. La Wollemia nobilis è una delle specie vegetali più rare del mondo.
Tra gli animali presenti nei parchi delle Greater Blue Mountains vi sono specie in pericolo d'estinzione come il Dasyurus maculatus, il koala, il Petaurus australis e il Potorous tridactylus.